# Pterocirrus ceylonicus
Pterocirrus ceylonicus är en ringmaskart som beskrevs av Wilhelm Michaelsen 1892. Pterocirrus ceylonicus ingår i släktet Pterocirrus och familjen Phyllodocidae. Inga underarter finns listade i Catalogue of Life.